# Turbék
Turbék vagy Turbékpuszta Szigetvár külterületi településrésze, amely a városközponttól északkeletre, néhány kilométer távolságra található. Csak közúton érhető el, a 67-es főútból a város belterületének északi szélén, északkeleti irányban kiágazó 66 122-es mellékúton, amely innen még továbbvezet Zsibótig.
Újkori benépesülése a 18. század második felében, a helyi Mariahilf-kegyhely jelentőségének növekedésével párhuzamosan kezdődött el. A ma zártkertes beépítésű településrész – melynek lakói alapvetően szőlő- és gyümölcstermesztéssel foglalkoznak – népességszáma 1930-ban 17, 1970-ben 50, 2011-ben a szomszédos Szőlőhegy nevű településrésszel együtt 593 fő volt.

## Nevének eredete
A település nevének eredetére vonatkozó, széles körben elterjedt magyarázat szerint, amely Németh Béla Szigetvár-monográfiája nyomán vált népszerűvé, a Turbék névalak a szigeti vár 1566. évi ostromakor elhunyt I. (Nagy) Szulejmán szultán halálának helyén emelt türbe (sírépítmény) török szóból eredeztethető (türbe > Türbék > Turbék). Ezen értelmezés alapján tehát Turbék nevében a szultán hajdanvolt türbéjének emléke őrződött meg.
Reuter Camillo tudományos alapokra helyezett névetimológiai kísérlete szerint ezzel szemben a Turbék szó török névadással keletkezett vagy a Tur („állj”, „maradj meg”, „légy” jelentésű) sorsmeghatározó személynév bek utótaggal történő képzésével (közép-ázsiai párhuzamok: Dursunbek, Dzsanibek települések), vagy a Tur személynév és a bég méltóságnév összevonásával (lásd pl. Hamz(s)a bég > Hamzsabég, a mai Érd régebbi elnevezése) és szóvégi g > k hangváltozással.

## A Mária-kegyhely keletkezésének körülményei
A történeti földrajzi-régészeti kutatások legfrissebb eredményeinek nyilvánosságra kerüléséig, egészen a legutóbbi időkig nem sikerült cáfolni azt – a tudományos szakma részéről is hallgatólagos belenyugvással támogatott –, eredetmondának bizonyuló közvélekedést, amely szerint a kegytemplom a korábban muszlim zarándokhelyként működő és települést maga köré szervező egykori szultáni türbe helyén épült, és amely a szentély búcsújáróhellyé válását az ott elhelyezett, „törökverő” státussal felruházott Segítő Szűzanya-képpel hozta összefüggésbe.
A türbe és a kegytemplom közti építészeti és spirituális folytonosság képzetének kialakulásához a településnévnek a türbe szóból való származtatása mellett hozzájárultak azok a történeti beszámolók is, amelyek a turbéki szakrális épületkomplexum részét alkotó türbe és mecset 1689-ben, közvetlenül Szigetvár visszafoglalását követően keresztény istentiszteleti hellyé történő felszenteléséről tudósítottak.
A kontinuitáselméletet megalapozó Németh Béla szerint a türbe, mint muszlim zarándokhely annak 1693. évi – valóban megtörtént – kifosztását és lerombolását követően keresztény kegyhellyé alakult, miután erre vonatkozóan a Haditanács részéről kormányzati döntés született. Úgy vélekedett, hogy a templom oltárlépcsője helyén (alatt) találhatók Szulejmán szultán földi maradványai. Hasonló álláspontot képviselt Hal Pál paptanár is, aki azt írta, hogy a türbe pusztulása után, annak helyén azonnal felépült a mai templom elődjéül szolgáló ideiglenes, fából készült kápolna. A turbéki kegyhely török múlttal való – a néphagyományban is átörökített – kapcsolatának ellentmondásaira utaló első írásos forrás a szigetvári plébánia 1738. évi kánoni vizitációjának (egyházlátogatásának) jegyzőkönyve. Ebből az derül ki, hogy az akkor még építés alatt álló (átépítésének első szakaszában lévő), de misebemutatásra már alkalmas (oltárral rendelkező) kápolnát a hívek kegyes alapítványaiból „újabban” emelték.
A búcsújáróhely szakrális legitimációját biztosító Segítő Boldogasszony (Mariahilf)-kegykép szerepének közelmúltbeli átértékelődése nyomán valószínűsíthető, hogy annak kultuszában a töröktől megszabadító, oltalmazó jelleg, valamint a kereszt és Mária muszlimok fölötti diadalának hirdetése helyett (mellett) egyéb tényezők lehetnek dominánsak.
A turbéki kegytemplomban 1741-ben oltárra helyezett, a gyermek Jézust magához ölelő Segítő Máriát (Maria Auxiliatrix) ábrázoló kép az 1620-as években létrejött passaui kegyhely (kápolna) oltárképének Wolff Karl Hauer által készített másolata. A sajátos ikonográfiai típust képviselő, a szükséghelyzetben a hozzá fohászkodó embert megsegítő Mária tisztelete a magyarországi törökellenes felszabadító háborúk végeztével, a 18. századtól kezdve új szellemi dimenzióba helyeződött. Az Ormánság és a Zselic (református-katolikus) felekezeti és (magyar-német) etnikai határvonala mentén fekvő Szigetváron egyrészt a német nemzeti tudatot is erősítő rekatolizációs törekvések, másrészt pedig az 1838-as utolsó nagy hazai pestisjárvány pusztítása idején megjelenő – betegségelhárító, gyógyító ereje iránti – lelki igény kielégítésének szolgálatába lépett.

## I. Szulejmán szultán türbéjének helye

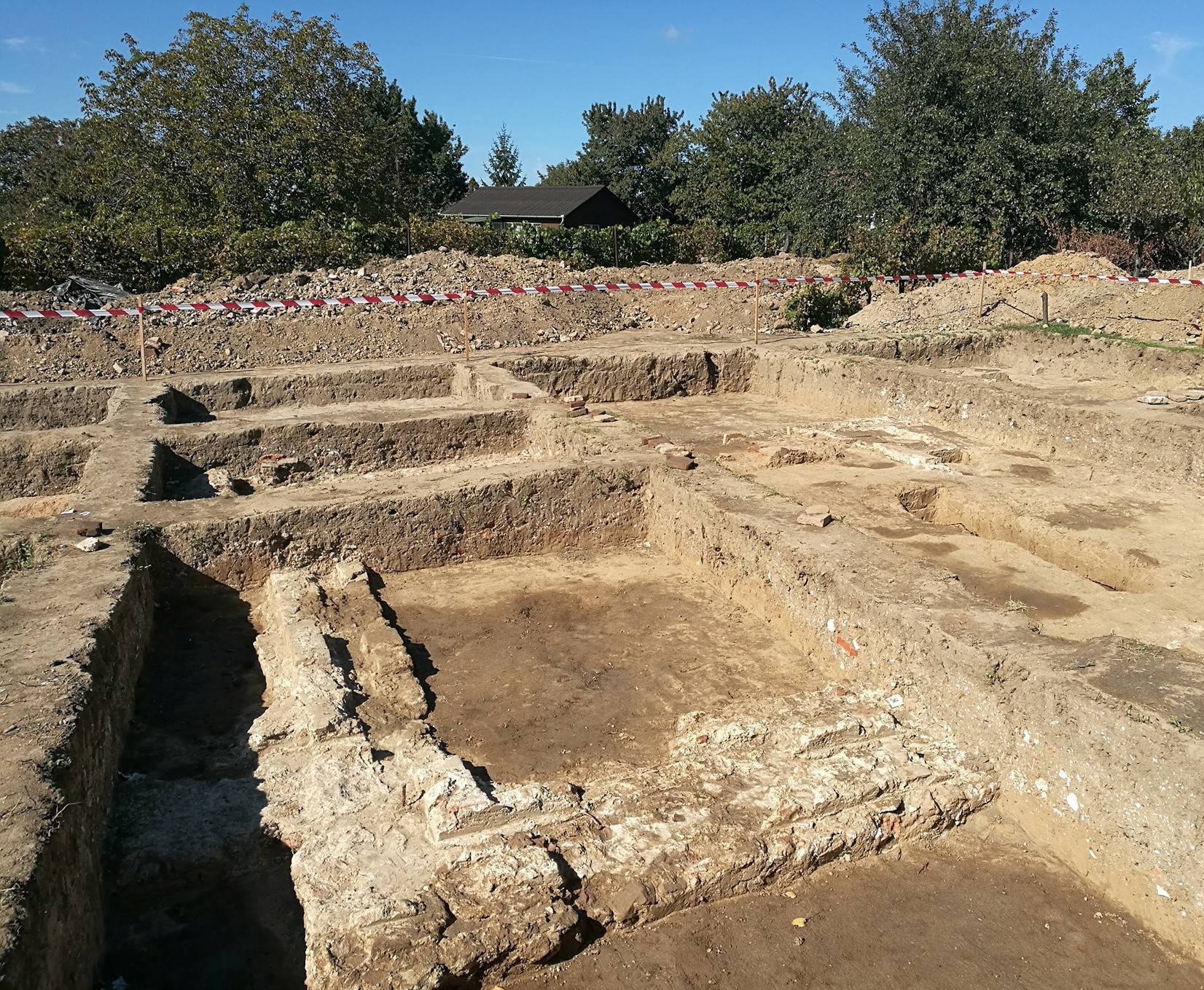
Szulejmán szultán türbéjének ásatása és maradványai 2017-ben

A turbéki búcsújáróhely török jelenléttel való direkt fizikai és lelki kapcsolatának vélelmét alapjaiban ingatta meg az a közelmúltban bejelentett tudományos hír, amely Szulejmán szultán türbéje maradványainak – a Segítő Szűz Mária-templomtól távolabb, a turbéki-zsibóti szőlőhegyen 2015 őszén történt – felfedezéséről számolt be.
A 2013-ban, több tudományterület vizsgálati módszereinek felhasználásával kezdődő intenzív kutatómunka során előbb – a táj egykori felszíni viszonyainak, domborzati jellemzőinek rekonstrukcióját követően – a lehetséges helyszínek közül kizárták a kegytemplomot és az Almás-patak mentén elhelyezkedő Magyar–Török Barátság Park területét, majd a feltételezések szerint a szultán itt eltemetett belső szervei fölé emelt síremlék elhelyezkedésére vonatkozó írásos utalásokból és a régészeti előkészítő munkálatok eredményeiből kiindulva sikerült pontosan behatárolni a türbe helyét. Az ásatás során előkerült, hármas osztatú előcsarnokból és négyzetes központi helyiségből álló épületmaradványt, amelynek az alapfalain kívül egyéb, a szultánnak az isztambuli Szulejmán-mecsetkomplexum területén található mauzóleuma homlokzatdíszítésével rokonítható építészeti részletei is előkerültek, az egykori turbéki türbével azonosították.
A türbe nem önmagában álló építmény volt, hanem, amint azt korabeli iratok és térképi ábrázolások is jelzik, egy, a 16. század második felében, Szigetvár 1566-os török kézre kerülését követően létrejött, a szultáni sírhely, mint szakrális fókusz köré szerveződő, a forrásokban „Török Sánc” néven emlegetett település része. A Szulejmán szultán fia és utóda, II. Szelim vallási alapítványának köszönhetően a türbe mellett – a kiegészítő régészeti-geofizikai vizsgálatok által lokalizált – mecset, és a hamarosan kialakuló, zarándokok tömegeit vonzó Szulejmán-kultusz ápolását, a sírhely szellemi gondozását végző szúfi szerzetesek elhelyezésére szolgáló derviskolostor (tekke) is épült. E központi – erődfalakkal övezett – épületegyüttes körül, de még az ún. „Sáncon” belül török, illetve bosnyák muszlim népesség, a sáncon kívül pedig magyar és horvát keresztény lakosság telepedett meg.

## A turbéki kegytemplom épülete
Szigetvár városközpontjától mintegy három kilométerre északkeletre található a vár és a város töröktől való visszavételét követően kialakult búcsújáróhely Segítő Boldogasszonynak szentelt temploma. Az első, e helyütt álló, még a 18. század elején fából és sárból épült kis kápolnát jelenlegi ismereteink szerint két szakaszban építették át: a szentélye 1756-ra, a hajója pedig 1770-re készült el. Ekkor létesítették a kegyhely gondozását végző szerzetesek hajlékául szolgáló, a kápolna mögött található, napjainkban elhagyatott ferences remetelakot is. Nevezetes főoltárképét, a passaui kegykép másolatát – egy, feltételezhetően korábbi Segítő Mária-ábrázolás helyére – a kápolnabővítés során, 1741-ben helyezték el. Az épület bizonyíthatóan török vonatkozású elemei közé tartozik a hódoltsági időszakból származó, a muszlim ima előtti rituális mosakodás célját szolgáló medencéből kialakított szenteltvíztartó, illetve néhány török fogas vésővel megmunkált, lépcsőként beépített faragott kő. Orgonája a pécsi Angster-műhelyben készült.
A templom lényegében a maival egyező, végleges alakját az 1910-es évek elején elvégzett átalakítás-felújítás eredményeként nyerte el, a homlokzatán ekkor a török és magyar állam a Szulejmán szultánra és – a korábbi ismeretek szerint hajdan e helyen állt – sírépítményére emlékező, kétnyelvű táblát helyezett el. Az 1939-ben felavatott másik tábláján olvasható szöveg az 1664. évi téli hadjárat kapcsán Turbék elfoglalására, valamint a szultáni türbe Segítő Boldogasszony tiszteletére történt 1689. évi felszentelésének aktusára hívja fel a látogató figyelmét. Az egykor híres zarándokhely népszerűsége, mely a Mária mennybemenetele és születése napján, augusztus 15-én és szeptember 8-án tartott búcsúalkalmakkor a környékbeli magyar, cigány, horvát és német hívek tömegeit vonzotta, napjainkra erősen megkopott. 